# Bernard Conte
Pour les articles homonymes, voir Conte (homonymie).
Bernard Conte est un artiste peintre français né le 22 juillet 1931 à Cézens (Cantal), qui vécut essentiellement à Sèvres, en l'Île de Noirmoutier, puis à Six-Fours-les-Plages, mort le 13 mai 1995 à Boulogne-Billancourt.

## Biographie
L'enfance de Bernard Conte se partage entre la ville de Sèvres où son père exerce la profession de grainetier et le village cantalien de Cézens, au lieudit Lalo, domicile de ses grands-parents où les habitudes estivales familiales l'ont fait naître en juillet 1931. Enfant très tôt attiré par le dessin, il reçoit les conseils de l'illustratrice Mariette Portet puis, à l'âge de seize ans, passe avec succès à l'Académie Charpentier le concours d'entrée à l'École Camondo  où il reçoit de Pierre Lardin une formation d'ensemblier décorateur.
En 1952, il effectue son service militaire à Berlin (il y réalise les décors de théâtre de la troupe), puis travaille dans plusieurs cabinets d'architectes d'intérieur, se consacrant parallèlement à la peinture pour exposer rapidement dans les principaux salons parisiens. La peinture devient son activité exclusive en 1960.
En 1961, Bernard Conte entre avec Michel Jouenne dans le groupe d'artistes L'Atelier de Ville-d'Avray. Ses thèmes picturaux vont alors se trouver liés à ses villégiatures : si, de 1958 à 1961, ils énoncent des séjours estivaux en Auvergne, l'année 1962, outre des paysages de la côte normande, est associée à sa découverte de la Vendée et de l'Île de Noirmoutier où il va alors revenir chaque été, où en 1969 il fera l'acquisition d'une maison de pêcheur du XVIIe siècle, y créant même un restaurant, La Brocherie, qui vivra durant huit saisons. Son premier séjour sur la côte varoise en 1968 est liée à la rencontre de Catherine qui deviendra son épouse. Ils auront deux enfants Fabienne (1971) et Matthieu (1972). Suivent ses découvertes, et donc ses thèmes du Maroc (1970), de l'Espagne, région de Cadaques (1971), la Provence (Eygalières, Les Baux-de-Provence, Oppède-le-Vieux) (1971 et 1972), les Alpes vaudoises et le Lac Léman (1975), Les Landes et le bassin d'Arcachon (1976), l'Île de Ré (1977, puis des retours réguliers dans la décennie 1980), la ville de Paris avec l'Île de la Cité, l'Île Saint-Louis et le Canal Saint-Martin (1979), les Cornouailles (1980), la Norvège (1984 et 1988).  
En 1989, Bernard Conte installe un atelier à Six-Fours-les-Plages. De son dernier voyage, au Mexique en 1994, son œuvre ne contient nulle trace. Il porte alors déjà en lui la cruelle maladie qui l'emporte trop tôt, le 13 mai 1995.

## Expositions particulières
- Galerie d'Atri, rue La Boétie, Paris, 1963.
- Galerie Française, Cannes, 1963.
- Galerie Frost & Reed, Londres, 1964.
- Galerie Prestige des arts, rue du Bac, Paris, 1965.
- Galerie du Club du Moulin, Montfort-sur-Risle, avril-mai 1967.
- Galerie Régis Langloys, rue Saint-Honoré, Paris, 1970.
- Palais des congrès de Vittel, juillet 1970.
- Galerie Nichido, Tokyo, 1970.
- Galerie Nihon Koeki, Tokyo, 1971.
- Galerie Isetan, Tokyo, 1973, 1974.
- Galerie Alpha, Vevey, 1975.
- Galerie Marubeni, Tokyo, 1975.
- Galerie Colette Dubois, Paris, 1976, 1994.
- Galerie de la Tour, château de Bazens, 1976, 1978.
- Galerie Montmorency, Béziers, 1977.
- Galerie d'art de Mirepeisset (Aude), 1983.
- Galerie Denise Valtat, rue La Boétie, Paris, 1985, 1989, 1999.
- Galerie de la Lieutenance, Honfleur, 1993.
- Galerie de l'Ermitage, Le Touquet, 1993.
- Galerie Gantois, Cannes, 1994.
- Bernard Conte - Rétrospective-hommage, Sèvres Espace Loisirs, Sèvres, 1999.
- Maison des arts, Châtillon (Hauts-de-Seine), 2001.
- Centre culturel de Chatenay-Malabry, 2003.
- Galerie Tessedre, Paris, 2004.
- Galerie Gravero, Le Pradet, 2005.
- Galerie Barthélémy de Don, Sanary, 2007.
- Galerie des Remparts, Toulon, 2008.
- Rétrospective Bernard Conte (organisation : Association France Grande-Bretagne Toulon), Maison du patrimoine, Le Brusc, décembre 2010 - février 2011[1],[2]
- Galerie du Fort Napoléon, La Seyne-sur-Mer, février-avril 2012[3],[4].
- La maison des associations, Saint-Flour, juillet-août 2016[5].
- Bernard Conte - Eaux tranquilles, La Mezzanine (espace d'exposition de l'hôtel de ville), Sèvres, juin-juillet 2017[6].

## Expositions collectives
- Salon de la Société nationale des beaux-arts, Paris, 1958, 1959, 1960, 1968.
- Salon de la Marine, Paris, 1959, 1960.
- Musée de Courbevoie, 1960.
- Salon d'automne, Paris, 1960, 1962, 1968, 1978, 1980, 1995 (Hommage à Bernard Conte).
- Salon du groupe L'atelier de Ville-d'Avray, tenu annuellement à l'auberge Cabassud, puis au château de Thierry, Ville-d'Avray, à partir de 1961.
- Salon des indépendants, Paris, 1962, 1964, 1968.
- Galerie Montparnasse 27, 1962.
- Présence figuratice, Galerie d'Autzenberg, 1963.
- Bernard Buffet, Bernard Conte, Marcel Cramoysan, Jef Friboulet, Raymond Guerrier, Galerie Malaval, Lyon, 1964.
- Salon Terres latines, Paris, 1964.
- Salon de Saint-Rémy, château de Coubertin, Saint-Rémy-lès-Chevreuse, 1964.
- Salon des artistes français, 1964, 1966 (Les semailles, huile sur toile, 100x100cm), 1972.
- Galerie Bosc, Paris, 1965.
- La vigne et le vin, Château Lascombes, Margaux (Gironde), 1965.
- Galerie des Arts, rue du Bac, Paris, 1965.
- Salon de Taverny, 1965.
- Salon Comparaisons, 1966, 1968, 1975, 1978..
- Sélection du Prix Othon-Friesz, Galerie Montmorency, Paris, 1966.
- Salon de Centre culturel de Bezons (Bernard Conte invité d'honneur), 1967.
- Galerie Cernuschi, New York, 1967.
- Houston (Texas), 1969.
- Doyenné de Saint-Émilion, 1973, 1974.
- Venise, Galerie Alpha, Vevey, 1974.
- Guy Bardone, Jean Carzou, Roger Chapelain-Midy, Bernard Conte, Camille Hilaire, Claude Quiesse, Serge Shart, Galerie Burdeke, Zürich, 1974.
- Atelier d'art de Saussy, Noirmoutier, à partir de 1975.
- La musique et les peintres, Hôtel de Sully, Paris, 19975.
- Biennale des Yvelines, Orangerie du château de Versailles, 1976.
- Salon Sud 92, 1978.
- 10e anniversaire de la Société des beaux-arts de Rueil-Malmaison (Bernard Conte, invité d'honneur), 1978.
- Salon Arts en Yvelines, Orangerie du château de Versailles, 1979, 1980.
- Galerie La Chèvre d'or, Saint-Paul-de-Vence, 1982.
- Bernard Conte et Roland Lefranc, La Condamine, Corenc (Isère) et Mirepeisset (Aude), 1983.
- Salon de L'Isle-Adam, 1984.
- Guy Bardone, Philippe Cara Costea, Michel Ciry, Bernard Conte, Camille Hilaire, Jean Jansem, Blasco Mentor, Maurice-Élie Sarthou, Orangerie du château de Versailles, 1985.
- Bernard Conte et Roland Lefranc, Galerie de la Lieutenance, Honfleur, 1987.
- Salon de la Société littéraire et artistique de l'Orléanais (S.L.A.O.), église Saint-Pierre-le-Puellier d'Orléans, 1987.
- Bernard Conte, Monique Journod et Marcel Peltier, Galerie de la Lieutenance, Honfleur, 1989.
- Salon Souvenir Josette Bossez (Bernard Conte, invité d'honneur), Chaville, 1989.
- Bernard Conte, Monique Journod, Roland Lefranc, Galerie de la Lieutenance, Honfleur, 1990, 1992.
- Voyage en Europe (exposition organisée par la revue Connaissance des hommes), Fontainebleau, 1990.
- Salon Présence des arts, Fontenay-le-Fleury, 1991.
- Bernard Conte, Monique Journod et Michel Jouenne, Galerie de la Lieutenance, Honfleur, 1991.
- 12e Salon d'Angers, 1992.
- Hommage à Dom Pérignon - Paul Ambille, Bernard Conte, Michel Jouenne, Monique Journod, Michel King, Roland Lefranc, Le Relais des gourmets, Caen, 1992.
- Bernard Conte, Monique Journod et Michel King, Galerie Maïté Aubert, Le Havre, 1993.
- Salon de Ville-d'Avray, 1993 (Bernard Conte, invité d'honneur), 1995, 1996 (Hommage à Bernard Conte), 2000 (40e anniversaire du salon - Hommage aux artistes disparus).
- Maîtres contemporains, Galerie de l'Ermitage, Le Touquet, 1993.
- 11e Salon d'automne de Thorigny-sur-Marne, 1994.
- Salon de printemps de Villeneuve-la-Garenne, 1995 (Bernard Conte invité d'honneur), 2000.
- Salon de Mantes-la-Jolie, Hommage à Bernard Conte, 1995.
- Exposition du groupe Chromalies, Guilherand-Granges et École polytechnique, Palaiseau, 1995.
- Salon Souvenir de Corot, Viroflay, 1996 (Hommage à Bernard Conte), 1997, 1998, 1999.
- Biennale d'art contemporain de Montargis, 1999.

## Réception critique
- « Ses paysages sont souvent composés selon de larges plans horizontaux contrastés et contrebalancés par des verticales affirmées. Sa pâte est riche et posée à grands à-plats généreux. » - Dictionnaire Bénézit[7]

## Musées et collections publiques
- Musée d'art et d'histoire Louis-Senlecq, L'Isle-Adam.
- Musée d'art moderne de la ville de Paris.
- Ambassade du Congo, Paris.
- Hôtel de ville d'Angers.
- Musée Roybet Fould, Courbevoie.
- Musée Jouenne, couvent des Trinitaires, Saint-Rémy-de-Provence.
- Conseil général des Yvelines.
- Préfecture des Yvelines, Versailles.
- Sous-préfecture des Yvelines, Mantes-la-Jolie.
- Musée national de Céramique, Sèvres.
- Musée municipal de Ville-d'Avray.
- Musée d'art moderne de San Francisco.

## Prix et distinctions
- Prix de L'Amateur d'art, 1961.
- Prix Antral, 1963 (avec Jean-Pierre Pophillat).
- Grand Prix du Conseil général de Seine-et-Oise, 1965.
- Prix de la Fondation Taylor, 1967.
- Prix Marthe-Orant, 1967.
- Grand Prix de la Biennale des Yvelines, 1972.
- Grand Prix Sud 92, 1972.
- Médaille d'argent, Salon des artistes français, 1972.
- Chevalier du Mérite culturel et artistique, 1974[7].
- Prix de la Palette d'or, 1984.